# Reuben Gabriel
Reuben Shalu Gabriel (* 25. září 1990, Kaduna) je nigerijský fotbalový záložník a reprezentant, od roku 2017 hráč finského klubu KuPS. Ma klubové úrovni prošel angažmá v Nigérii, Skotsku, Belgii, Portugalsku, na Slovensku a ve Finsku.

## Klubová kariéra
- Kaduna United FC 2007–2009
- Enyimba International FC 2009–2010
- Kano Pillars FC 2011–2013
- Kilmarnock FC 2013–2014
- Waasland-Beveren 2014
- Boavista FC 2014–2016[1]
- AS Trenčín 2016[1][2]
- KuPS 2017–

## Reprezentační kariéra
V reprezentačním A-mužstvu Nigérie debutoval v roce 2010.
S nigerijskou reprezentací se zúčastnil APN 2013 v Jihoafrické republice (zisk titulu) a MS 2014 v Brazílii.